# Football Club VSS Košice
L'FC VSS Košice è stata una società calcistica slovacca con sede nella città di Košice. Fu la prima formazione del proprio paese a raggiungere la fase a gironi della Champions League, nella stagione 1997-1998.

## Storia
La prima squadra cittadina è fondata nel 1903 col nome di Kassai AC (abbreviazione dall'ungherese Kassai Atlétikai Club; in slovacco il club è Košický Atletický Klub). I colori sociali della società sono il blu e il giallo. Nel 1909 il club vince il campionato ungherese, prima di partecipare a un torneo di una regione slovacca tra il 1935 e il 1938. Nella stagione 1939-1940 il club partecipa al campionato di prima divisione ungherese. In seguito alla seconda guerra mondiale, i tre club cittadini, il Kassai AC, il Kassai Törekvés e il ČsŠK si fusero in un'unica società, denominata Jednota Košice. La nuova squadra comincia a giocare nel campionato cecoslovacco dal 1945. Alla sua prima stagione termina il campionato al quarto posto nel gruppo B.
I due volte campioni di Slovacchia (1997, 1998) furono relegati fuori dalla massima divisione nel 2003, dopo la vendita del club ad un gruppo di italiani, nel 2001, da parte del vecchio proprietario, il magnate dell'acciaio (VSZ) Alexander Rezeš, fallito. Anche se il sogno di Rezeš di far diventare il Košice una grande squadra europea non si è mai realizzato, egli riuscì a portare una squadra di secondo piano alla fase a gironi della Champions League nel 1997-98, pur perdendo tutte le partite. Tuttavia nel corso dell'anno successivo non fu possibile ripetere il passaggio del preliminare né difendere il titolo nazionale, complice anche il cambio di governo in Slovacchia che minò la posizione di Rezeš (che era Ministro dell'economia del governo Mečiar fra il '94 e il '97) e che rappresentò l'inizio della fine dei "milionari".
Il loro stadio era il Všešportový Areal Štadion.
Il Košice è noto all'estero per gli incontri con il Manchester Utd e con la Juventus nel 1997-98, nella fase a gironi della Champions League. Durante la trasferta a Manchester il centrocampista Milan Cvirk morì in un incidente stradale all'età di 21 anni.
Sull'orlo del collasso finanziario e relegati in seconda divisione, i proprietari del Košice ricevettero un'offerta d'aiuto da parte del presidente della Steel Trans Licartovce, una delle favorite per la promozione. La Steel Trans pagò per lo stadio Čermel nel quale il Košice (ora sotto l'ala protettiva del Licartovce) gioca ora le sue partite.
Il 17 giugno 2005 il club è stato rinominato MFK Košice, dopo l'unione con il FC Steel Trans Licartovce. A fine stagione, ottengono la promozione in prima lega.
Nella stagione 2008-2009 riescono a qualificarsi per la UEFA Europa League. Al quarto turno di play-off di Uefa Europa League è stato eliminato dalla Roma, pareggiando 3-3 in casa e perdendo 7-1 allo Stadio Olimpico.
Nella stagione 2014-15 viene eliminato al secondo turno di qualificazione di UEFA Europa League 2014-2015 per mano dei cechi dello Slovan Liberec.
Al termine della stagione 2016-2017 la società ha dichiarato fallimento.

## Cronistoria
- 1945: dalla fusione di "AC Kassai", "Kassai Törekvés" e "ČsŠK", nasce lo Jednota Košice.
- 1952: la squadra cambia denominazione in TJ Spartak VSS Košice.
- 1956: la squadra cambia denominazione in TJ Spartak	Košice.
- 1957: la squadra cambia denominazione in TJ Jednota	Košice.
- 1962: la squadra cambia denominazione in TJ VSS Košice.
- 1979: la squadra cambia denominazione in ZŤS Košice.
- 1990: la squadra cambia denominazione in ŠK Unimex Jednota VSS Košice
- 1992: la squadra cambia denominazione in 1. FC Košice
- 2004: la squadra cambia denominazione in MFK Košice
- 2015: la squadra cambia denominazione in FC VSS Košice

## Allenatori
- Jozef Vengloš (1969-1973)
- Jozef Jankech (1973-1975)
- Štefan Jačiansky (1975-1976)
- Alexander Felszeghy (1976-1977)
- Jozef Karel (1980-1981)
- Vladimír Hrivnák (1982)
- František Skyva (1983)
- Michal Baránek (1984)
- Andrej Ištók (1985)
- Jozef Jankech (1991)
- Jozef Móder (1992)
- Ján Zachar (1993)
- Stanislav Seman (1994)
- Jozef Obert (1994)
- Ján Zachar (1994)
- Dušan Radolský (1995-1996)
- Ján Kozák (1996-1997)
- Karol Pecze (1997-1998)
- Ján Kozák (1998-1999)
- Ján Zachar (1999)
- Ladislav Molnár (1999-2000)
- Jozef Valovič (2000-2001)
- Erik Bogdanovský (2001-2002)
- Jaroslav Gürtler (2002)
- Ondrej Daňko (2002-2003)
- Bohumil Andrejko (2003)
- Ján Kozák (1° luglio 2005 - 5 gennaio 2010)
- Goran Milojević (12 gennaio 2010 - 30 giugno 2010)
- Žarko Đurović (1° luglio 2010 - 28 settembre 2010)
- Štefan Tarkovič (28 settembre 2010 - 30 giugno 2011)
- Ladislav Šimčo (1° luglio 2011 - 29 aprile 2012)
- Ján Kozák (30 aprile 2012 - 30 giugno 2013)
- Jaroslav Galko (1° luglio 2013 - Sept 13)
- Radoslav Látal (19 settembre 2013 - 29 novembre 2014)
- Marek Fabuľa (7 gennaio 2015 - 21 settembre 2015)
- Jozef Vukušič (22 settembre 2015 - 31 dicembre 2015)
- Jaroslav Galko (25 gennaio 2016 - 4 maggio 2016)
- Ivan Lapšanský (4 maggio 2016 - 10 giugno 2016)
- Jozef Majoroš (7 luglio 2016 - 27 luglio 2017)

## Calciatori

### Vincitori di titoli
Campioni d'Europa
- Jaroslav Pollák (Jugoslavia 1976)
- Dušan Galis (Jugoslavia 1976)

## Palmarès

### Competizioni nazionali
- Coppa di Cecoslovacchia: 1

1992-1993
- Campionato slovacco: 2

1996-1997, 1997-1998
- Coppa di Slovacchia: 5

1972-1973, 1979-1980, 1992-1993, 2008-2009, 2013-2014
- Supercoppa di Slovacchia: 1

1997
- 2. Liga (Slovacchia): 2

2005-2006, 2016-2017
- 3. Liga: 1

2018-2019

### Competizioni internazionali
- Coppa Intertoto: 4

1967, 1968, 1970, 1974

### Altri piazzamenti
- Campionato cecoslovacco:

Secondo posto: 1970-1971
Terzo posto: 1964-1965, 1972-1973
- Coppa di Cecoslovacchia:

Finalista: 1963-1964, 1972-1973, 1979-1980
- Campionato slovacco:

Secondo posto: 1994-1995, 1995-1996, 1999-2000
Terzo posto: 2006-2007
- Coppa di Slovacchia:

Finalista: 1997-1998, 1999-2000, 2003-2004
Semifinalista: 2007-2008, 2012-2013
- Supercoppa di Slovacchia:

Finalista: 1998, 2009, 2014

## Organico

### Rosa 2014-2015
| N. |                       | Ruolo | Calciatore         |
| -- | --------------------- | ----- | ------------------ |
| 1  | Slovacchia (bandiera) | P     | Matúš Ružinský     |
| 2  | Serbia (bandiera)     | D     | Boris Sekulić      |
| 4  | Serbia (bandiera)     | D     | Ivan Ostojić       |
| 5  | Slovacchia (bandiera) | D     | Tomáš Huk          |
| 6  | Slovacchia (bandiera) | C     | Jozef Skvašík      |
| 8  | Slovacchia (bandiera) | C     | Ondrej Duda        |
| 10 | Slovacchia (bandiera) | C     | Peter Šinglár      |
| 11 | Francia (bandiera)    | A     | Oumar Diaby        |
| 14 | Slovacchia (bandiera) | D     | František Pavúk    |
| 15 | Slovacchia (bandiera) | D     | Mikuláš Tóth       |
| 16 | Slovacchia (bandiera) | D     | Peter Kavka        |
| 17 | Slovacchia (bandiera) | C     | Peter Gál-Andrezly |

| N. |                               | Ruolo | Calciatore            |
| -- | ----------------------------- | ----- | --------------------- |
| 18 | Slovacchia (bandiera)         | D     | Sergej Pilipčuk       |
| 19 | Slovacchia (bandiera)         | C     | Miroslav Viazanko     |
| 20 | Slovacchia (bandiera)         | A     | Róbert Jano           |
| 21 | Slovacchia (bandiera)         | P     | Roland Repiský        |
| 44 | Montenegro (bandiera)         | C     | Ivan Smolović         |
| 24 | Slovacchia (bandiera)         | C     | Kamil Karaš           |
| 25 | Macedonia del Nord (bandiera) | P     | Darko Tofiloski       |
| 27 | Francia (bandiera)            | A     | Karim Coulibaly Diaby |
| 28 | Slovacchia (bandiera)         | C     | Martin Bukata         |
| 31 | Slovacchia (bandiera)         | A     | Mojmír Trebuňák       |
| 38 | Slovacchia (bandiera)         | D     | Peter Bašista         |
| 46 | Slovacchia (bandiera)         | D     | Juraj Hovančík        |

### Rosa 2006-2007
| N. |                       | Ruolo | Calciatore       |
| -- | --------------------- | ----- | ---------------- |
| 1  | Rep. Ceca (bandiera)  | P     | Gejza Pulen      |
| 2  | Slovacchia (bandiera) | D     | Stanislav Kišš   |
| 3  | Slovacchia (bandiera) | D     | Patrik Kaminský  |
| 4  | Slovacchia (bandiera) | D     | Radoslav Školník |
| 5  | Slovacchia (bandiera) | D     | Ivan Kozák       |
| 6  | Slovacchia (bandiera) | C     | Ján Lesniak      |
| 7  | Slovacchia (bandiera) | C     | Pavol Majerník   |
| 8  | Slovacchia (bandiera) | C     | Miroslav Sovič   |
| 9  | Slovacchia (bandiera) | A     | Jaroslav Kolbas  |
| 10 | Slovacchia (bandiera) | C     | Jozef Majoroš    |
| 11 | Slovacchia (bandiera) | C     | Tomáš Boháčik    |
| 12 | Slovacchia (bandiera) | C     | Mário Bicák      |

| N. |                       | Ruolo | Calciatore     |
| -- | --------------------- | ----- | -------------- |
| 13 | Slovacchia (bandiera) | D     | Róbert Cicman  |
| 14 | Slovacchia (bandiera) | C     | Ľuboš Gajdoš   |
| 15 | Slovacchia (bandiera) | A     | Pavol Piatka   |
| 16 | Slovacchia (bandiera) | A     | Juraj Liška    |
| 17 | Slovacchia (bandiera) | C     | Roman Šimko    |
| 18 | Rep. Ceca (bandiera)  | A     | Ján Novák      |
| 19 | Slovacchia (bandiera) | D     | Miloš Adam     |
| 20 | Slovacchia (bandiera) | C     | Lukáš Janič    |
| 21 | Slovacchia (bandiera) | P     | Matúš Putnocký |
| 23 | Slovacchia (bandiera) | D     | Peter Bašista  |
| 24 | Slovacchia (bandiera) | A     | Pavol Jurčo    |